# Artocarpus blancoi
Artocarpus blancoi е вид растение от семейство Черничеви (Moraceae). Видът е световно застрашен, със статут Уязвим.

## Разпространение
Разпространен е във Филипините.